# Campeonato Mundial de Halterofilismo de 1963
O 38º Campeonato Mundial de Halterofilismo foi realizado em Estocolmo, na Suécia entre 7 a 13 de setembro de 1963. Participaram 134 halterofilistas de 32 nacionalidades. Essa edição foi realizada em conjunto com o Campeonato Europeu de Halterofilismo de 1963.

## Medalhistas
| Evento                     | Ouro                                | Ouro     | Prata                                | Prata    | Bronze                               | Bronze   |
| -------------------------- | ----------------------------------- | -------- | ------------------------------------ | -------- | ------------------------------------ | -------- |
| Galo (56 kg)               | Aleksey Vakhonin · União Soviética  | 345,0 kg | Hiroshi Fukuda · Japão               | 340,0 kg | Shiro Ichinoseki · Japão             | 330,0 kg |
| Pena (60 kg)               | Yoshinobu Miyake · Japão            | 375,0 kg | Isaac Berger · Estados Unidos        | 367,5 kg | Imre Földi · Hungria                 | 365,0 kg |
| Leve (67,5 kg)             | Marian Zieliński · Polónia          | 417,5 kg | Waldemar Baszanowski · Polónia       | 410,0 kg | Vladimir Kaplunov · União Soviética  | 410,0 kg |
| Médio (75 kg)              | Aleksandr Kurynov · União Soviética | 437,5 kg | Mihály Huszka · Hungria              | 437,5 kg | Hans Zdražila · Tchecoslováquia      | 422,5 kg |
| Meio-pesado-leve (82,5 kg) | Győző Veres · Hungria               | 477,5 kg | Rudolf Plyukfelder · União Soviética | 467,5 kg | Géza Tóth · Hungria                  | 450,0 kg |
| Meio-pesado (90 kg)        | Louis Martin · Reino Unido          | 480,0 kg | Ireneusz Paliński · Polónia          | 475,0 kg | Eduard Brovko · União Soviética      | 470,0 kg |
| Pesado (+ 90 kg)           | Yury Vlasov · União Soviética       | 557,5 kg | Norbert Schemansky · Estados Unidos  | 537,5 kg | Leonid Zhabotinsky · União Soviética | 527,5 kg |

## Quadro de medalhas
| Ordem | País            | Medalha de ouro | Medalha de prata | Medalha de bronze | Total |
| ----- | --------------- | --------------- | ---------------- | ----------------- | ----- |
| 1     | União Soviética | 3               | 1                | 3                 | 7     |
| 2     | Polónia         | 1               | 2                | 0                 | 3     |
| 3     | Hungria         | 1               | 1                | 2                 | 4     |
| 4     | Japão           | 1               | 1                | 1                 | 3     |
| 5     | Reino Unido     | 1               | 0                | 0                 | 1     |
| 6     | Estados Unidos  | 0               | 2                | 0                 | 2     |
| 7     | Tchecoslováquia | 0               | 0                | 1                 | 1     |
| Total | Total           | 7               | 7                | 7                 | 21    |